# مطار غيتيغا
مطار غيتيغا (إياتا: GID، إيكاو: HBBE) هو مطار يخدم مدينة غيتيغا,بوروندي.